# Келлог, Кит
Джо́зеф Кит Ке́ллог-младший (англ. Joseph Keith Kellogg Jr.; род. 12 мая 1944, Дейтон, Огайо) — государственный служащий США, генерал-лейтенант армии США в отставке. В переходной команде 45-го президента США Дональда Трампа (его первый президентский срок, 2016) Келлог отвечал за вопросы оборонной политики. С 20 января 2017 года — ответственный секретарь Совета по национальной безопасности США. C 13 по 20 февраля 2017 года исполнял обязанности советника президента США по национальной безопасности после отставки Майкла Флинна.
Ветеран американских Вооружённых сил, бывший десантник. Участник военных вторжений США во Вьетнам, Гренаду (1983), в Ирак — «Щит пустыни» и «Буря в пустыне» (1990—1991).
27 ноября 2024 года избранный 47-й президент США Трамп выдвинул его кандидатуру на пост спецпосланника по РФ и Украине. С 20 января до 15 марта 2025 года спецпосланник США по России и Украине. С 15 марта 2025 года спецпосланник США по Украине.

## Биография

### Ранняя жизнь и военная служба
Келлог родился в Дейтоне, штат Огайо, в семье Хелен (Костелло) и Джозефа Кейта Келлога. В 1961 году он получил диплом средней школы политехнического института Лонг-Бич. Келлог был призван в армию через Корпус подготовки офицеров запаса в Университете Санта-Клары в качестве пехотного офицера. Во время службы Келлог получил степень магистра в области международных отношений в Университете Канзаса. Позже Келлог продолжил изучать управление высшего звена и дипломатию в Военном колледже армии США.
Во время войны во Вьетнаме он служил в 101-й воздушно-десантной дивизии и, получив квалификацию офицера спецназа армии США, был советником по спецназу в камбоджийской армии. Именно во время своего пребывания во Вьетнаме Келлог получил Серебряную звезду, Бронзовую звезду с эмблемой «V» и Воздушную медаль с эмблемой «V».
В 1980 году тогдашний подполковник Келлог командовал 1-м батальоном 504-го парашютно-пехотного полка и стал первым подразделением легкой пехоты, переведенным в Национальный учебный центр Форт-Ирвин (NTC), расположенный в пустыне Мохаве.
Келлог командовал 3-й бригадой 7-й пехотной дивизии во время операции «Правое дело» (1989—1990).
Во время операции «Буря в пустыне» с 1990 по 1991 год Келлог служил начальником штаба 82-й воздушно-десантной дивизии, а затем помощником командира дивизии. Впоследствии Келлог был выбран командующим Командования специальных операций в Европе (SOCEUR). В 1996 году он принял командование 82-й воздушно-десантной дивизией и ушёл в отставку из армии в 2003 году в звании генерал-лейтенанта после службы в качестве J6, директора по командованию, управлению, коммуникациям и компьютерам для вооруженных сил США при Объединённом комитете начальников штабов.
Келлог находился в Пентагоне во время террористических актов 11 сентября 2001 года. После крушения рейса 77 American Airlines в Пентагон Келлог принял на себя ответственность за альтернативный командный пункт в комплексе Raven Rock Mountain вместе с заместителем министра обороны США Полом Вулфовицем.
С декабря 2003 по 2004 год, после выхода на пенсию, занимал руководящую должность в Временной администрации коалиции (CPA). Келлогу было предложено занять должность главного операционного директора CPA в Багдаде, переходного правительства Ирака, после вторжения США в эту страну в 2003 году и подписания Приказа № 2 Временной администрации коалиции, который расформировал иракскую армию. В это время Келлогу, имеющему репутацию «экспедитора», известного тем, что он прорывается сквозь бюрократическую волокиту, было поручено обеспечить скорость и дисциплину в ходе масштабного процесса реконструкции. После службы в CPA Келлог был награждён медалью Министерства обороны за выдающиеся заслуги перед обществом.

### Частный сектор
После выхода на пенсию присоединился к Oracle Corporation в качестве советника её отдела внутренней безопасности. Работал в Cubic Corporation, а ранее в CACI International Inc. с января 2005 года.

Кит Келлог, исполняющий обязанности советника по национальной безопасности, ожидает президента на борту Air Force One

### Администрация Трампа
В марте 2016 года был назначен советником по внешней политике тогдашнего кандидата в президенты Дональда Трампа. Трамп назначил Келлога ответственным за группу действий президентского переходного агентства по обороне. 15 декабря 2016 года было объявлено, что Келлог будет назначен начальником штаба и исполнительным секретарём Совета национальной безопасности США избранным президентом Дональдом Трампом.
13 февраля 2017 года, после отставки советника по национальной безопасности Майкла Флинна, стал исполняющим обязанности советника по национальной безопасности на время назначения постоянной замены. Президент Трамп провёл собеседование с Келлогом и тремя другими, чтобы определить, кто на постоянной основе займет должность советника по национальной безопасности. В конечном итоге эта должность досталась Х. Р. Макмастеру.
В апреле 2018 года вице-президент Майк Пенс выбрал Келлога на должность своего советника по национальной безопасности. По данным Белого дома, Келлог продолжит работать помощником Трампа.
Во время скандала Трампа и Украины, который привёл к попытке убрать Трампа через импичмент (и последующему оправданию), Келлог заявил, что «не услышал ничего неправильного или ненадлежащего» в разговоре Трампа с президентом Украины.
26 августа 2020 года выступил на Республиканском национальном съезде.
Во время атаки на Капитолий США в 2021 году Келлог защищал решение Пенса не покидать Капитолий. Пока Секретная служба пыталась заставить Пенса уехать в более безопасное место, Пенс настоял на том, чтобы остаться. Келлог ясно дал понять, что Пенс останется, даже если ему придётся остаться на всю ночь. Келлог рассматривается как «ключевой свидетель» в Комитете по нападению 6 января, потому что он был с Трампом в Белом доме, когда произошло нападение. Дал показания под присягой комитету в декабре 2021 года, заявив им, что сотрудники аппарата президента призвали президента принять немедленные меры для подавления беспорядков, но он отказался.
В июне 2024 года Келлог и Фред Флейтц, которые оба работали в аппарате Совета национальной безопасности Трампа, представили Трампу подробный план по прекращению войны России и Украины. План подразумевал, что Соединённые Штаты сообщат Украине, что она получит больше американской военной помощи только в том случае, если она вступит в мирные переговоры с Россией, и что прекращение огня будет основано на существующих линиях фронта.
19 февраля 2025 года Кит Келлог впервые посетил Украину. В ходе визита он встретился с президентом Украины Владимиром Зеленским.
13 марта был отстранён от переговоров по России и Украине из-за позиции Москвы и утраты активного участия в урегулировании кризиса.
15 марта был назначен на новую должность — специального посланника США по вопросам Украины.